# 和平 (漢)
和平（わへい）は、後漢の桓帝劉志の治世に行われた2番目の元号。150年。

## 出来事
- 元年：和平と改元。

## 西暦・干支との対照表
| 和平 | 元年  |
| 西暦 | 150年 |
| 干支 | 庚寅  |